# إريس ياماشيتا
إريس ياماشيتا (بالإنجليزية: Iris Yamashita)‏ هي كاتِبة وكاتبة سيناريو ومخرجة أمريكية، ولدت في 1 أبريل 1965 في ميزوري في الولايات المتحدة.

## وصلات خارجية
- إريس ياماشيتا على موقع IMDb (الإنجليزية)
- إريس ياماشيتا على موقع ألو سيني (الفرنسية)
- إريس ياماشيتا على موقع قاعدة بيانات الفيلم (الإنجليزية)